# Риттерсдорф (Тюрингия)
Риттерсдорф (нем. Rittersdorf) — община в Германии, в земле Тюрингия.
Входит в состав района Веймар. Подчиняется управлению Кранихфельд. Население составляет 265 человек (на 31 декабря 2010 года). Занимает площадь 8,76 км².
Коммуна подразделяется на 6 сельских округов.